# Teodor Lippmaa
Teodor Lippmaa (indtil 1935 Lipman ; født 17. november 1892 i Riga, død 27. januar 1943 i Tartu) var en estisk botaniker og plantegeograf.

## Livsbane og videnskabeligt arbejde
Han afsluttede sin uddannelse i 1925 ved det naturvidenskabelige fakultet ved Tartu Universitet (estisk: Tartu ülikool) og blev i 1926 docent og fra 1930 det botaniske instituts og Botanisk Haves direktør.
I 1939 blev han indvalgt som medlem i det Estiske Videnskabsakademi (estisk: Eesti Teaduste Akadeemia).
Han havde et bredt virkefelt. Først og fremmest undersøgte han grundigt Estlands plantedække og plantesamfunds sammensætning desuden plantepigmenters økofysiologi. Han var blandt de første til at bruge den kromatografiske adsorptionsmetode. Under hans ledelse påbegyndtes i 1934 en komplet kortlægning af Estlands plantefordelingsforhold. Under dette arbejde udvikledes en ny metode (estisk: sünuuside meetod).
Han undersøgte Lapland, Alperne, Nordamerika plantesamfund, plantesafternes farvebestanddele og bidrog til udviklingen af Estlands naturfredning. 
I årene 1935–1938 var han formand for Naturfredningsrådets (estisk: Looduskaitse Nõukogu esimees) og samtidig 1935 en af forslagsstillerne til en ny naturfredningslov. I årene 1939–1941 var han Naturforsknings Foreningens (estisk: Loodusuurijate Selts) formand.
Lippmaa og hans familie blev dræbt i 1943 under et sovjetisk flybombeangreb på Tartu, da en af bomberne faldt i Lippmaas lejlighed i den botaniske have. Den eneste, der overlevede af familiens medlemmer, var Endel Lippmaa, som ikke var hjemme. 
I året 1982 opsattes i Tartu Universitets Botaniske Have et mindesmærke for Teodor Lippmaa, udformet af Olav Männi.
Lippmaa ligger begravet på Rahumäe kirkegård i Tallinn.

## Familieforhold
Hans søn er den tidligere estiske videnskabsmand og politiker Endel Lippmaa. 

## Forfatterskab
- T. Lippmaa: "Kahe huvitava taime leid Abruka saarel" (Eesti Loodus 1933, 1: 26-27);
- T. Lippmaa: "Eesti põisikulised (Splachnaceae)" (Eesti Loodus 1934, 5: 99-102);
- T. Lippmaa: "Une analyse des forests de l’ile estonienne d’Abruka (Abro) sur la base des associationes unistrates" (Acta et Comm. Univ. Tartu 1935, 28);
- T. Lippmaa: "Helgik (Schistostega osmundaceae (Dicks.) Mohr" (Eesti Loodus 1935, 1: 6-8)
- T. Lippmaa: "Eesti lehtsamblaid. [On Estonian Musci.]" (Eesti Loodus 1936, 3: 111-117)